# Yagma (Ouagadougou)
Pour les articles homonymes, voir Yagma.
Yagma est une localité située dans le département de Ouagadougou de la province de Kadiogo dans la région région Centre au Burkina Faso. En 2006, cette localité comptait 3 200 habitants dont 49,38 % de femmes. La ville héberge un grand sanctuaire marial, lieu d'un pèlerinage national pour les fidèles catholiques.
À partir de 2021, la construction d'une ville écologique débute à Yagma, surnommée la « ville bioclimatique de Yagma ». Ce projet est entrepris par la filiale du Burkina Faso (PNBF) de l'entreprise espagnole Pablo Y Natalia Holding Group (PNHG) et doit comporter 158 logements,,,.

## Culture et religion

### Sanctuaire marial de Yagma
Le sanctuaire marial installé sur une colline de la ville a été construit à l'initiative de deux laïcs en 1967. Ceux-ci aménagent le site et y construisent une « copie de la grotte de Lourdes ». Un premier pèlerinage est organisé l'année suivante à partir de paroisses proches. En 1970, le pèlerinage annuel est présidé par l'archevêque de Ouagadougou. La Vierge Marie qui est vénérée dans le Sanctuaire se voit progressivement attribuée le titre de « Reine du burkina ». En 1992, Mgr Guirma, évêque de Kaya, lance la construction d'une grande église pour le sanctuaire. Celle-ci n'est inaugurée qu'en 2013, en présence de représentants religieux du pays, et de représentants du gouvernement. Ce sanctuaire est un sanctuaire national, dans lequel se déroule tous les deux ans, un « grand pèlerinage national »,.